# DDR3L SDRAM
 (septembre 2020).
Si vous disposez d'ouvrages ou d'articles de référence ou si vous connaissez des sites web de qualité traitant du thème abordé ici, merci de compléter l'article en donnant les références utiles à sa vérifiabilité et en les liant à la section « Notes et références ».

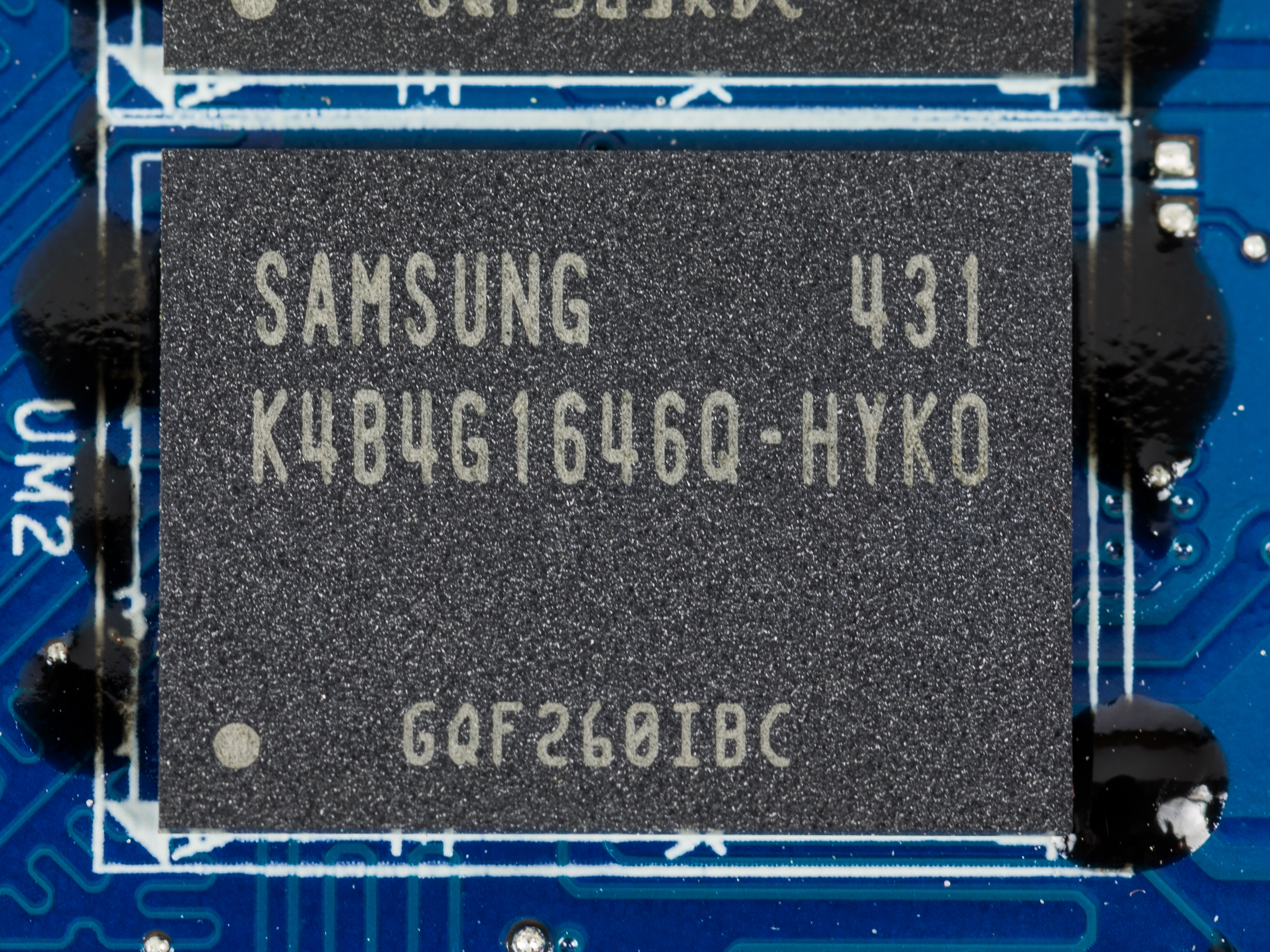
DDR3L SDRAM: Samsung K4B4G1646Q-HYK0

La DDR3L SDRAM, souvent abrégé en DDR3L, est un module de mémoire vive dynamique, consommant moins d'énergie que les DDR3 SDRAM classiques, dont la norme a été publiée par le JEDEC le 10 juillet 2010. En baissant notamment la tension de 1,50 V à 1,35 V ou 1,25 V, elle apporte une plus grande efficacité énergétique. Il ne faut pas la confondre avec la DDR3LP (en anglais Low Profile, littéralement « profil bas » en référence à la taille moins élevée) ou la VLP, (Very Low Profile, littéralement : « Profil très bas »).
Les cartes mères ne sont pas forcément adaptées à ce standard de tension bas de la mémoire, la compatibilité doit être présente car certains matériels sont sur 1,34 V ou 1,36 V mais pas capables en 1,35 V pour la DDR3L, voir le pas de tension[pas clair] 0,02 V ou 0,01 V.
Sa création repose sur le fait que, selon le JEDEC, un module mémoire atteignant une température supérieure à 83 °C doit multiplier par deux sa vitesse de rafraîchissement. Descendre la température de la mémoire conduit donc à un meilleur débit, en retirant la nécessité du double rafraîchissement.